# Нематов, Нематжон
Нематжон Нематов (узб. Неъматжон Неъматов; 1941, Ош — 1996, Ош) — артист театра и кино, артист Ошского Государственного академического узбекского музыкально-драматического театра имени Бобура, Народный артист Киргизской ССР, внёс большой вклад в развитие культуры и искусства Кыргызстана.

## Биография
Нематжон Нематов родился 14 марта 1941 года в городе Ош. В 1956 году в драматическом кружке ошской школы имени 25-летия Октября в спектакле «Ядгар» по пьесе Гафура Гуляма главную роль исполняет девятиклассник Нематжон. В 1957 году он был принят на работу в Ошский узбекский театр имени Кирова. В 1966 году окончил Ташкентский театрально-художественный институт. А в 1967 году ему было присвоено звание Заслуженный артист Киргизской ССР. Тогда Н. Нематову было всего лишь 26 лет. Этапным для творчества Н. Неъматова стал спектакль «Адолат». Он сыграл одну из главных ролей — богача Салихбая. Артист создал образ сложного, противоречивого человека с сильным характером, не лишённого добрых начал в своём мировоззрении. Не случайно «Адолат» вошёл в «Золотой фонд» театра. Он был показан на сцене более 1300 раз. В драме Т. Абдумомунова «Аширбай» — представитель простых людей, который через заблуждение и внутреннюю борьбу осознал необходимость противостояния насилию. За сорокалетнюю творческую деятельность Нематжон Нематов участвовал почти в ста спектаклях. Среди них такие широко известные, как «Фергана на рассвете» — Гуломжон, «Балои нафс» — Шахоб, «Взлёт» — Мамарасулов, «Семетей — сын Манаса» — Кыргыл чал, «Мещанин во дворянстве» — Журдон и многие другие. Нематжон Нематов многогранный артист. В киностудиях «Киргизфильм» и «Узбекфильм» он сыграл роли в более десяти кинофильмах. У него был хороший голос. Сотни песен он спел за годы работы в театре. В его репертуаре встречаются песни не только на узбекском, но и на кыргызском, таджикском, азербайджанском и других языках. Труд Н. Нематова оценён по достоинству. В 1980 году ему было присвоено звание Народный артист Киргизской ССР. Он награждён орденом «Знак почёта», почётными грамотами Верховного Совета Киргизской и Верховного Совета Узбекской ССР, многими дипломами. Он был любимым актёром народа. Он умер 29 апреля 1996 года в городе Ош. В 2017 году Союз театральных деятелей Кыргызстана учредил премию имени Нематжона Нематова. Улица, где он проживал в городе Ош названа его именем.

## Театральные работы
- «Женитьба» (Н. В. Гоголь) — Кочкарёв
- «Аширбай» (Т. Абдумомунов) — Аширбай
- «Первый учитель» (Ч. Айтматов) — Доотбай
- «Фергана на рассвете» — Гуломжон
- «Балои нафс» — Шахоб
- «Взлёт» — Мамарасулов
- «Семетей — сын Манаса» — Кыргыл чал
- «Мещанин во дворянстве» — Журдон.

### Театральные постановки в качестве режиссёра
- М. Мирзарахимов «Мени бала көрбөгүлө»
- А. Абдугафуров «Изобретательный Талмас»
- А. Абдугафуров «Гипноз-2».

## Фильмография
- Кинофильм «Каныбек» (1978) «Киргизфильм» — Зуннахун.[1]
- Кинофильм «Преследование» (1988) «Киргизфильм» — Эпизод.[2]

## Награды
- Народный артист Киргизской ССР (1988 год)
- Орден Знак Почёта
- Почётная грамота Президиума Верховного Совета Киргизской ССР
- Почётная грамота Президиума Верховного Совета Узбекской ССР
- Почётная грамота Министерства культуры Киргизской ССР